# دجاجة إيزا البنية
دجاجة إيزا البنية أو دجاج إيزا البني، (بالإنجليزية ISA Brown) هي دجاجة هجينة من خليط انتقائي من العديد من سلالات الدجاج الأصلية، بغرض تركيز خصائص جينية لإنتاج البيض، يُعتقد أنها كانت نتيجة لسلسلة معقدة من عمليات تقاطع تهجيني بين عدة سلالات، بما في ذلك على سبيل المثال لا الحصر، «رود آيلاند الأحمر» و«رود آيلاند الأبيض»، وتحتوي على جينات من مجموعة واسعة من السلالات، والتي تعد قائمة سرية محميًا عن كثب من قبل الشركة المنتجة لهذا النوع من الدجاج البياض.
من عملية تهجينية يطلق عليها A crossbreed أو
Designer crossbreed أي هندسة التهجين أو تصميم التهجين بغرض تحسين سلالات ذات خصائص مميزة إما لانتاج اللحم أو البيض أو كفاءة مناعية... من آباء أصليين من سلالات أو أصناف أو مجموعات مختلفة.

## الاستخدام
تربى دجاجة إيزا البنية لإنتاج البيض. وهي من قائمة الدجاج البياض إذ يتعدى ال 300 بيضة قي السنة.

## طالع
- دجاج سلطان
- دجاج ذات الرقبة العارية
- دجاج حمراوي